# 2MASS-GC01
2MASS-GC01 (również Hurt 1) – gromada kulista znajdująca się w odległości około 11,7 tys. lat świetlnych od Ziemi w kierunku konstelacji Strzelca. Została odkryta w 2000 roku przez zespół astronomów pod kierownictwem R.J. Hurta w programie 2MASS.
Gromada kulista 2MASS-GC01 została zauważona w podczerwieni. Jest ona niewidoczna w świetle widzialnym, ponieważ na niebie znajduje się w pobliżu jądra Drogi Mlecznej. 2MASS-GC01 znajduje się w odległości 14,7 tys. lat świetlnych od centrum naszej Galaktyki.